# Provinz Preußen

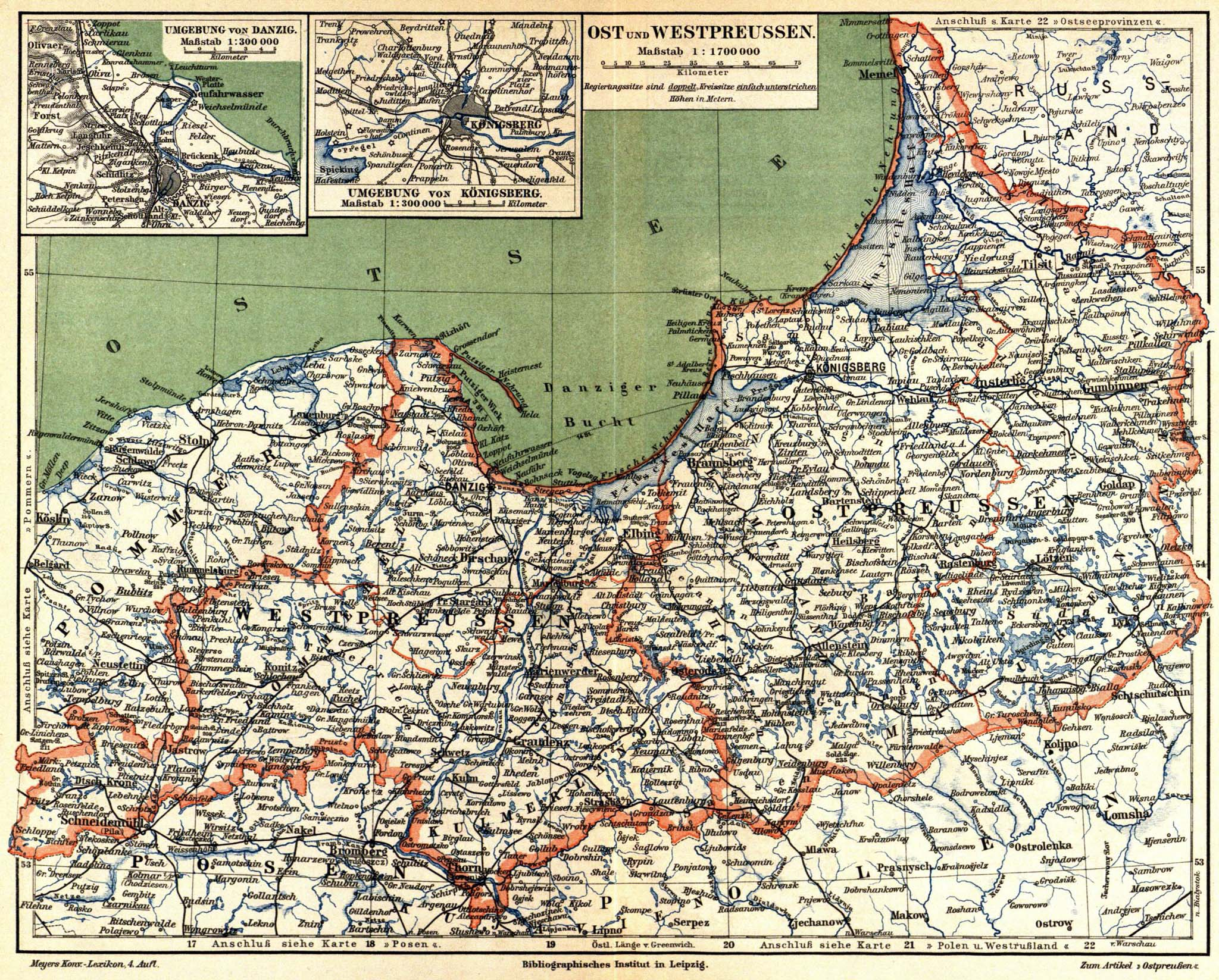
Karte nach der Aufteilung in West- und Ostpreußen (aus dem Jahr 1890)

Die Provinz Preußen, das eigentliche Königreich Preußen, von dessen Besitz der König von Preußen seinen Titel ableitete, war eine Provinz des Staates Preußen. Sie entstand 1824 durch Zusammenlegung der bisherigen Provinzen Ostpreußen und Westpreußen und existierte bis zu deren erneuter Trennung 1878. Ihr Gebiet lag außerhalb der Grenzen des Deutschen Bundes.

## Geschichte
Bei der Ersten Teilung Polens 1772 hatte der preußische König Friedrich II. das Preußen königlich-polnischen Anteils ohne Danzig und Thorn erworben. Der größte Teil dieser Erwerbungen bildete fortan die Provinz Westpreußen, während das Gebiet des Fürstbistums Ermland zur Provinz Ostpreußen vereint wurde.
Am 13. April 1824 wurden die Provinzen Westpreußen und Ostpreußen zu einer Provinz Preußen vereint, zunächst in Personalunion, seit dem 3. Dezember 1829 in Realunion. Sitz der Verwaltung war Königsberg. Am 1. April 1878 wurde die Vereinigung infolge eines Gesetzes vom 19. März 1877 aufgehoben und die Provinz Preußen wiederum in die Provinzen Ostpreußen (mit den Regierungsbezirken Königsberg und Gumbinnen) und Westpreußen (mit den Regierungsbezirken Danzig und Marienwerder) geteilt.
Für die Provinz bestand der Provinziallandtag der Provinz Preußen.

## Volkszählung 1861
Nach dem Ergebnis der Volkszählung vom 3. Dezember 1861 hatte die Provinz Preußen 2.866.866 Einwohner (Preußischer Staat: 18.491.220), darunter 32.834 Militärangehörige. Die Provinz stand damit an dritter Stelle nach der Rheinprovinz (3.215.784 Einwohner) und Schlesien (3.390.695 Einwohner), jedoch bei der Bevölkerungsdichte an der vorletzten vor der Provinz Pommern.
Nach dem Religionsbekenntnis gehörten 2.796.396 (97,5 %) christlichen Konfessionen an. Davon waren 2.020.982 (70,5 %) Evangelische, 760.505 (26,5 %) Katholiken, 1057 Orthodoxe, 12.106 (0,4 %) Mennoniten, 1746 Mitglieder freier Gemeinden und Deutschkatholiken, Außerdem gab es 37.635 (1,3 %) Juden und eine Person anderer Religion. In Bezug auf die Sprachverhältnisse waren die Zahlen wie folgt: 2.006.178 (70,0 %) sprachen Deutsch, 690.441 (24,1 %) Polnisch, Masurisch oder Kaschubisch, 136.990 (4,8 %) Litauisch und 414 Kurisch. 632.999 (22,1 %) der Bewohner lebten in Städten und 2.233.867 (77,9 %) auf dem Land.
Die Städte mit über 10.000 Einwohnern waren 1861 (mit Einwohnerzahl): Königsberg (94.579), Danzig (82.765), Elbing (25.589), Memel (17,590), Tilsit (16,146), Thorn (15,505), Graudenz (12,784), Insterburg (12,323) und Braunsberg (10,164).

## Liste der Oberpräsidenten der Provinz Preußen
- 1824–1842: Theodor von Schön
- 1842–1848: Carl Wilhelm von Bötticher
- 1848–1849: Rudolf von Auerswald
- 1849–1850: Eduard von Flottwell
- 1850–1868: Franz August Eichmann
- 1868–1878: Karl von Horn